# Мантель
Мантель (нім. Mantel) — громада в Німеччині, розташована в землі Баварія. Підпорядковується адміністративному округу Верхній Пфальц. Входить до складу району Нойштадт-ан-дер-Вальднааб.
Площа — 16,79 км2. Населення становить 2732 ос. (станом на 31 грудня 2020).